# Halloween: The Curse of Michael Myers
Halloween: The Curse of Michael Myers (bra: Halloween VI - A Última Vingança ou Halloween 6: A Última Vingança; prt: Halloween 6: A Maldição de Michael Myers) é um filme estadunidense de 1995, dos gêneros terror e suspense, dirigido por Joe Chappelle.

## Sinopse
Seis anos depois que Michael Myers aterrorizou Haddonfield, Illinois, pela última vez, ele volta para lá em busca de sua sobrinha, Jamie Lloyd, que escapou com seu filho recém-nascido, para o qual Michael e um culto misterioso têm planos sinistros.

## Elenco
- Donald Pleasence — Dr. Sam Loomis
- Paul Rudd — Tommy Doyle
- Marianne Hagan — Kara Strode
- George P. Wilbur — Michael Myers
- Mitch Ryan — Dr. Terence Wynn
- Kim Darby — Debra Strode
- Bradford English — John Strode
- Keith Bogart — Tim Strode
- J.C. Brandy — Jamie Lloyd
- Mariah O'Brien  — Beth
- Leo Geter — Barry Simms
- Devin Gardner — Danny Strode
- Susan Swift — Mary
- Janice Knickrehm — sra. Blankenship